# 伍奎祥
伍奎祥（1812年—1862年），字七橋。四川綦江（今屬重慶市）人，清朝政治人物。

## 生平
伍奎祥為道光十七年（1837年）舉人，道光二十七年（1847年）考中丁未科進士。直接分發山西，署陽高知縣，調署垣曲知縣。咸豐二年（1852年）因丁憂南歸。後因在家鄉防堵有功加知州頭銜，再保奏加運同銜。

## 家族

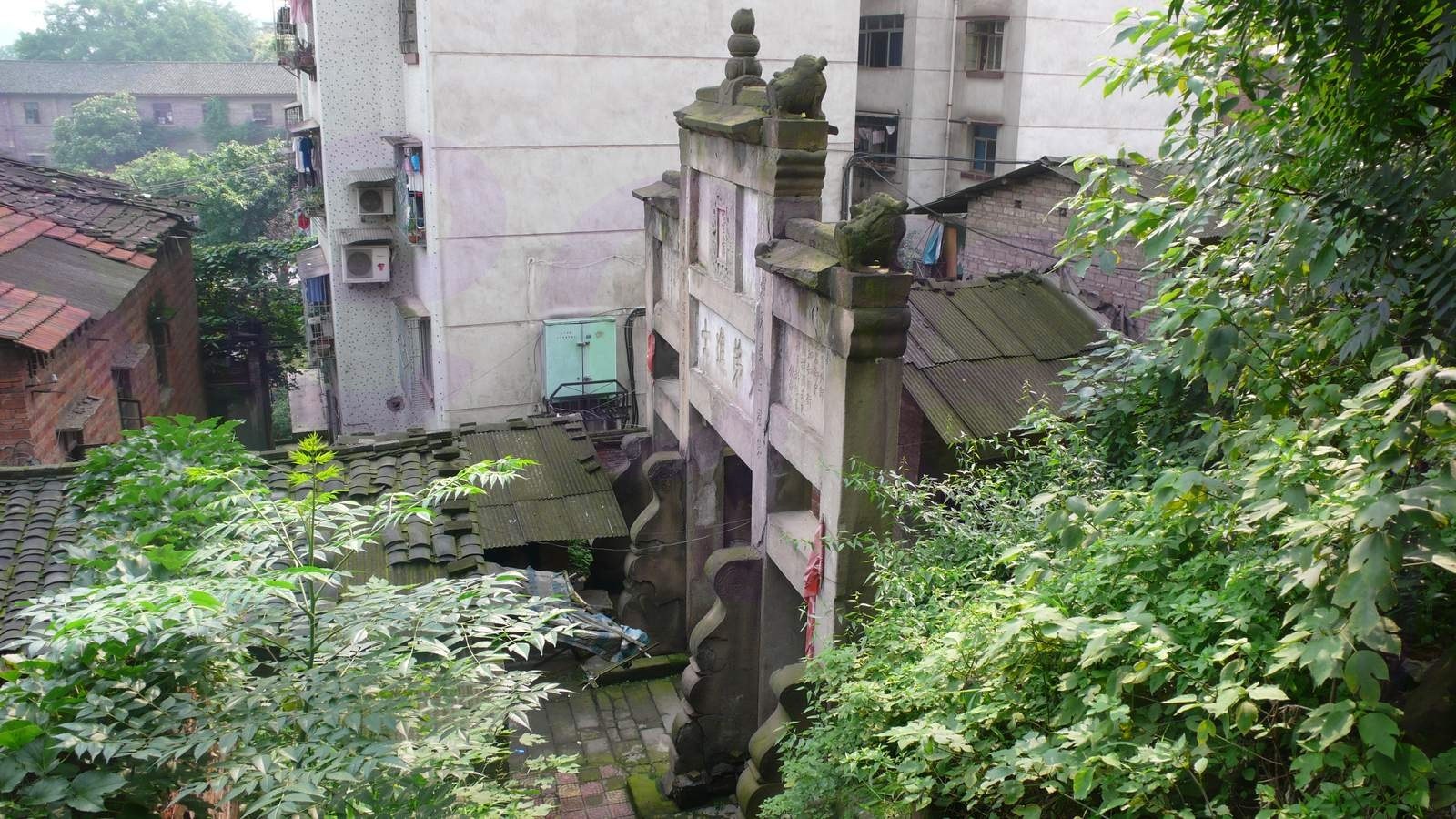
綦江縣文龍兄弟進士牌坊

伍奎祥出身綦江伍氏，父伍绍曾。其家清代科名繁盛，道光年间，伍奎祥和兄濬祥、辅祥在十二年間相繼中進士。有“古南三鳳”之譽。綦江縣有“文龍兄弟”牌坊，至今尚存。